# Guilherme Uchoa Júnior
Guilherme Aristóteles Uchoa Cavalcanti Pessoa de Melo Junior (Paulista, 27 de abril de 1971) é um político brasileiro filiado ao Partido Socialista Brasileiro (PSB). Foi eleito deputado estadual de Pernambuco em 2018 com 71 898 votos, a terceira maior votação no estado. Em 2022 foi eleito deputado federal por Pernambuco pelo PSB, com 84.585 votos. É filho do ex-deputado estadual, Guilherme Uchôa.